# ميخائيل شابديلين
ميخائيل شابديلين (بالإنجليزية: Michael Chapdelaine)‏ هو موسيقي وعازف قيثارة أمريكي، ولد في 15 سبتمبر 1956 في سان دييغو في الولايات المتحدة.

## وصلات خارجية
- ميخائيل شابديلين على موقع ميوزك برينز (الإنجليزية)